# Aticuns-umãs
Os aticuns-umãs (também conhecido como Aticum, Atikim - Umã e Atikum-Umã) são um povo indígena brasileiro.
A reserva Atikum, com uma área de 15.276 hectares e uma população de 7.924 índios, está localizada na Serra do Umã, no município de Carnaubeira da Penha, em Pernambuco.
A presença dos indígenas na Serra do Umã data provavelmente do século XIX. Segundo documentos de 1801, esses índios, sob a denominação de Umãs juntamente com outras tribos, foram aldeados no local onde permaneceram até 1819, quando a aldeia foi abandonada após vários conflitos.
Em 1825, houve a dispersão de diversos grupos indígenas pelo sertão de Pernambuco, tendo os Umã se dirigido para região da Serra Negra.
Não se sabe quando a tribo teve o seu nome mudado, mas a reserva foi criada, em 1949, para os índios já denominados Atikum.
A comunidade tem a agricultura como sua principal atividade e não enfrenta problemas de posse da terra.
Considerados bom produtores agrícolas, cultivam principalmente o milho, o feijão, a mamona e algumas frutas como banana, goiaba, pinha e laranja. Plantam, ainda, mandioca destinada ao fabrico da farinha. Praticam também a caça e possuem pequenos criatórios.
A produção dos Atikum abastece as cidades vizinhas e é comercializada, tanto na própria localidade, quanto na feira de Mirandiba.
Os Atikum já não conservam, como outras comunidades indígenas de Pernambuco, muitos traços da sua cultura. Ainda dançam o toré, porém só os mais velhos se empenham na conservação desse costume, quando entoam cânticos, onde existem vestígios da sua língua nativa, acompanhados de maracás de cabaças e fumam cachimbos de madeira.
Em um local afastado chamado "gentio", realizam reuniões secretas, que segundo alguns relatos são semelhantes aos cultos afro-brasileiros.
Seus traços físicos indicam uma forte miscigenação com o negro, provavelmente grupos fugidos da escravidão que se instalaram na Serra do Umã.
A sua língua nativa não sobreviveu, salvo raras palavras ainda mencionadas nos cantos do toré.

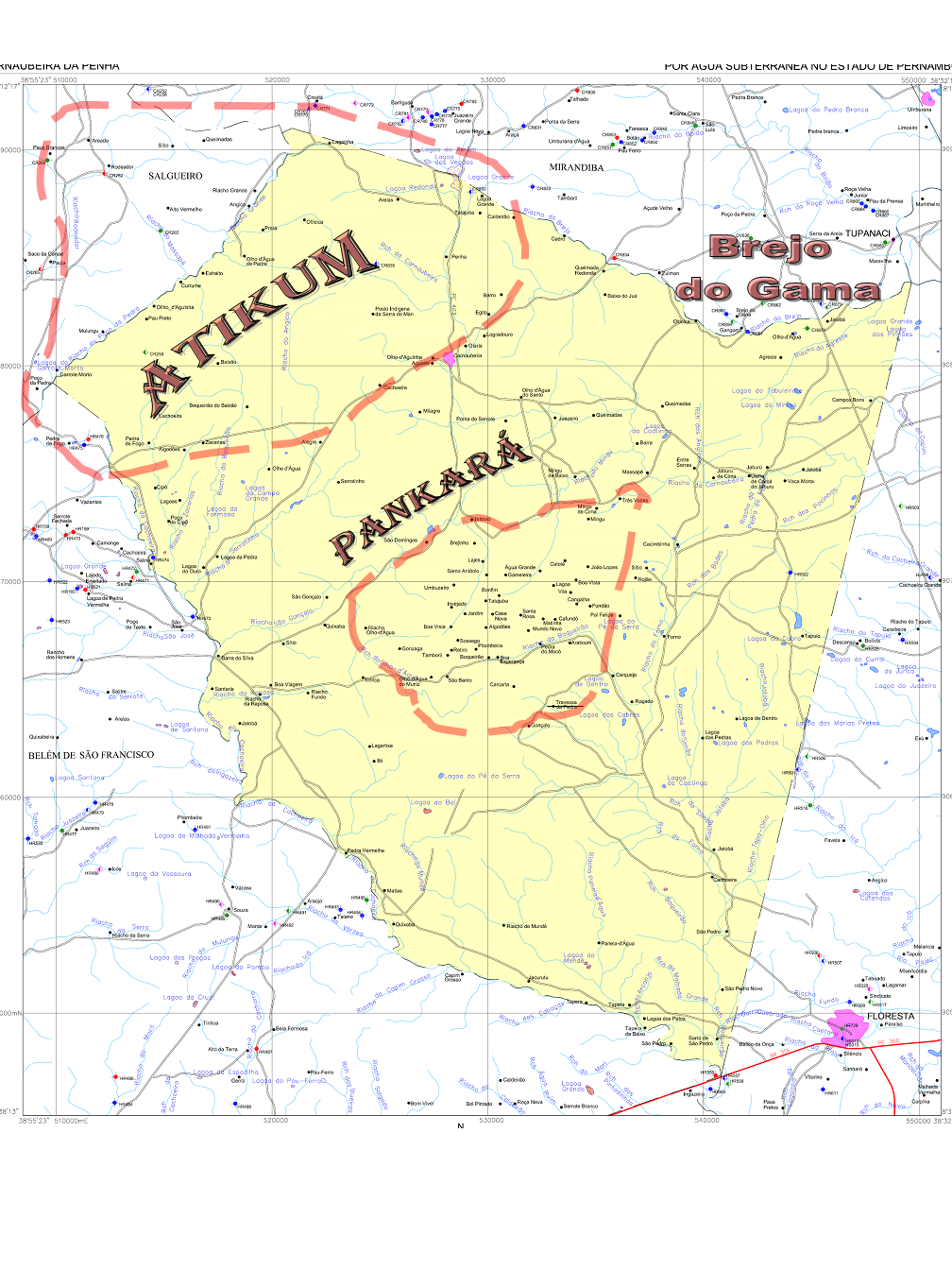
Mapa Ilustrativo das áreas habitadas por indígenas no município de Carnaubeira da Penha e adjacências

Falam a língua portuguesa.